# Княжеский дворец Натоли
Княжеский дворец Натоли (итал. Palazzo dei Principi Natoli, другое название — Palazzo Vigo) — дворец в стиле барокко в Торре Архирафи (Рипосто, Сицилия), построенный в 1741 году. Резиденция князя Джованни II Натоли Руффо Сперлинга из сицилийской династии Натоли французского происхождения.

## Архитектура и история дворца
В 1720 году князь Франческо Натоли приобрёл землю южнее городка Рипосто и заказал строительство княжеского дворца. Строительство было завершено в 1741 году Джованни Натоли II Руффо Сперлинга, которому 24 мая того же 1741 года король Неаполя и Сицилии Карл VII пожаловал титул герцога д'Архирафи. Рядом с дворцом возникла небольшая деревня, названная Торре Архирафи, названная по древней башне XIV века, построенной для защиты побережья от берберских пиратов, до наших времён башня не сохранилась, возможно была разрушена землетрясением или бурей в первой половине XIX века. Первая реставрация дворца была проведена в 1762 году. Вторая состоялась в 2016 году.
Помимо дворца герцог д'Архирафи восстановил приходскую церковь XVI века, посвятив её святой Марии, покровительницы мессинцев.
Герцог д'Архирафи скончался умер в Мессине в 1769 году, после чего дворец стал собственностью Франческо Монкада Натоли и семьи Ванни.
На данный момент восстановленное здание дворца управляется Министерством культурного наследия, культурной деятельности и туризма Италии и превращено в музей.